# Rasenmäherprinzip
Mit Rasenmäherprinzip bezeichnet man ein Verfahren der Subventionskürzung, bei dem Subventionen pauschal um einen festen Betrag oder um einen festen Prozentsatz gekürzt werden, ohne nähere Prüfung, ob weiterhin Subventionsbedarf besteht.
Das Verfahren hat zwar den Vorteil, dass es, ähnlich wie das Windhund- und das Gießkannenprinzip, die ausführliche Prüfung und Gewichtung eines jeden Einzelfalls überflüssig macht. Dies führt jedoch dazu, dass, insbesondere bei äußerst knapp kalkulierenden Subventionsempfängern, die eigentlich geförderte Aufgabe nicht mehr erfüllt werden kann, so dass die Kürzung nach dem Rasenmäherprinzip in vielen Fällen der Einstellung einer Maßnahme gleichkommt.